# Cadeilhan
Cadeilhan – miejscowość i gmina we Francji, w regionie Oksytania, w departamencie Gers.
Według danych na rok 1990 gminę zamieszkiwało 100 osób, a gęstość zaludnienia wynosiła 12 osób/km² (wśród 3020 gmin regionu Midi-Pireneje Cadeilhan plasuje się na 963. miejscu pod względem liczby ludności, natomiast pod względem powierzchni na miejscu 1218.).